# Fort White
Fort White es un pueblo ubicado en el condado de Columbia en el estado estadounidense de Florida. En el Censo de 2010 tenía una población de 567 habitantes y una densidad poblacional de 91,33 personas por km².

## Geografía
Fort White se encuentra ubicado en las coordenadas 29°55′21″N 82°42′49″O / 29.92250, -82.71361. Según la Oficina del Censo de los Estados Unidos, Fort White tiene una superficie total de 6.21 km², de la cual 6.21 km² corresponden a tierra firme y (0%) 0 km² es agua.

## Demografía
Según el censo de 2010, había 567 personas residiendo en Fort White. La densidad de población era de 91,33 hab./km². De los 567 habitantes, Fort White estaba compuesto por el 62.96% blancos, el 30.34% eran afroamericanos, el 0.71% eran amerindios, el 0.53% eran asiáticos, el 0% eran isleños del Pacífico, el 2.82% eran de otras razas y el 2.65% pertenecían a dos o más razas. Del total de la población el 7.41% eran hispanos o latinos de cualquier raza.